# اتحاد النصر
اتحاد النصر (بالبرتغالية: União da Vitória‏) هي بلدية في ولاية بارانا في البرازيل.